# Tapinocephalidae
De Tapinocephalidae zijn een familie van uitgestorven dieren uit de Synapsida, behorend tot de onderorde Dinocephalia van de orde Therapsida. Het waren grote herbivoren die tijdens het Midden-Perm leefden.

## Naamgeving
In 1890 benoemde de Britse paleontoloog Richard Lydekker een familie Tapinocephalidae. 

## Fossiele vondsten
Soorten uit de Tapinocephalidae leefden circa 268 tot 260 miljoen jaar geleden, in de tijdvakken Wordien en Capitanien. De familie was een hoofdzakelijk Afrikaanse groep. Lang waren de Tapinocephalidae alleen bekend van fossielen uit de afzettingen van de Karoo-supergroep in Zuid-Afrika, maar in de eenentwintigste eeuw zijn ook vondsten gedaan in de Ruhuhu-formatie in Tanzania en de Madumabisa Mudstones in Zambia. Tevens werd fragmentarisch materiaal van een onvolwassen dier gevonden in de Rio do Rasto-formatie in Brazilië. Ulemosaurus uit Rusland is het enige bekende geslacht uit het noorden van het toenmalige supercontinent Pangea. Pareiasauriërs, Estemmenosuchus en verwanten vulden de niche van grote herbivoor in Laurasia tijdens het Midden-Perm.

## Kenmerken
De tapinocephaliërs waren grote herbivoren. Volwassen tapinocephaliërs waren ongeveer 500 tot 1.000 kg zwaar en mogelijk twee ton voor de grootste vormen zoals Tapinocephalus atherstonsi. De kop was groot met een beperkte hersenvolume en in de kaken zat een groot aantal beitelvormige tanden voor het afbijten van plantdelen; bij sluiting van de muil raken de onderste tanden een beenplateau of "hiel" aan de achterzijde van de bovenste tanden. Bij sommige soorten hebben de "hoektanden" hun onderscheidende vorm verloren. Enkele soorten zoals Tapinocephalus en Moschops hadden een hoog voorhoofd en korte kaken, terwijl Struthiocephalus een lange bek had. Het lichaam was groot en tonvormig om ruimte te bieden aan een ontwikkeld herbivoor maag-darmstelsel. De schouders waren een stuk hoger dan de bekkengordel, waardoor de rug van de rug naar de staart afliep zoals bij een giraffe of hyena. De stevige voorpoten stonden naar opzij uit, terwijl de achterpoten direct onder het lichaam stonden. De voeten waren breed en kort. Ook de staart was kort. Bij alle bekende Tapinocephalidae komt extreme pachyostose, in de vorm van verdikking van de beenderen van het voorhoofd, voor en verondersteld wordt dat tussen individuen kopstootgevechten plaatsvonden voor rangorde en paringsgelegenheid. 
Tot de jaren zeventig van de twintigste eeuw werd gedacht dat de tapinocephaliërs semi-aquatische dieren waren vanwege hun grote kop, zwaargebouwde lichaam en zwakke bewegingsapparaat, net als eerder vanwege dezelfde redenen van de sauropoden werd gedacht. Tegenwoordig worden de tapinocephaliërs beschouwd als actieve, volledig op het land levende dieren, die ten minste deels endotherm waren en zo een tussenfase vormen tussen de ectotherme basale eupelycosauriërs en volledige endotherme latere therapsiden, de gorgonopsiërs, therocephaliërs en cynodonten (en daarmee tevens zoogdieren).

## Onderverdeling
De Tapinocephalidae vormt samen met de Styracocephalidae en de Titanosuchidae de Tapinocephalia. De familie zelf omvat twee onderfamilies en verschillende geslachtsgroepen.
- Familie Tapinocephalidae
  - Onderfamilie Tapinocanininae 
    - Tapinocaninus

  - Onderfamilie Tapinocephalinae 
    - Riebeeckosaurini 
      - Riebeeckosaurus

    - Struthiocephalini 
      - Struthiocephalus

    - Tapinocephalini 
      - Moschopina 
        - Criocephalosaurus
        - Moschops
        - Ulemosaurus

      - Tapinocephalina 
        - Keratocephalus
        - Tapinocephalus